# Kontrola autorytatywna
Kontrola autorytatywna – określenie procedur zapewniających utrzymanie w sposób konsekwentny haseł (nazw, ujednoliconych tytułów, tytułów serii i haseł przedmiotowych) w katalogach bibliotecznych przez zastosowanie wykazu autorytatywnego zwanego kartoteką wzorcową.

## Przykłady
- VIAF – Virtual International Authority File – kartoteka wzorcowa haseł osobowych w Online Computer Library Center[4]
- LCCN – Library of Congress Control Number – kartoteka wzorcowa haseł osobowych w Bibliotece Kongresu Stanów Zjednoczonych[5]
- NLP – National Library of Poland – Biblioteka Narodowa
- GND – Gemeinsame Normdatei – kartoteka wzorcowa haseł osobowych, organizacji i słów kluczowych w Niemieckiej Bibliotece Narodowej[6]
- NDL – National Diet Library – kartoteka wzorcowa haseł osobowych w Japońskiej Bibliotece Narodowej[7]
- SELIBR – kartoteka wzorcowa haseł osobowych Szwedzkiej Biblioteki Narodowej[8]
- BNF – Bibliothèque nationale de France – kartoteka Francuskiej Biblioteki Narodowej[9]
- SUDOC – Système universitaire de documentation – używany przez francuskie uniwersytety[10]
- ULAN – Union List of Artist Names – prowadzona przez Getty Research Institute[11]
- ISNI – International Standard Name Identifier[12]
- WorldCat – katalog serwisu Online Computer Library Center[13]